# Wenche Elizabeth Arntzen
Wenche Elizabeth Arntzen (* 26. Juni 1959 in Oslo) ist eine norwegische Richterin.

## Karriere
Arntzen studierte Rechtswissenschaft und schloss ihr Studium im Jahr 1986 ab. Von 1989 bis 2003 war sie als Rechtsanwältin tätig. 1993 wurde sie von der  Generalstaatsanwaltschaft auch am Obersten Gerichtshof zugelassen. Von 2003 bis 2007 arbeitete sie als Rechtsanwältin in der Osloer Kanzlei Kluge Advokatfirma. Anschließend war sie als Beraterin für Rechtsfragen im norwegischen Justizministerium tätig. Seit 2007 ist Arntzen als Richterin am Bezirksgericht des Osloer Amtsgerichts tätig. 
Internationale Bekanntheit erlangte sie als Vorsitzende Richterin im Prozess gegen Anders Behring Breivik, den Täter der Anschläge in Norwegen 2011. Bereits zu Beginn des Prozesses enthob sie den Schöffen Thomas Indrebö seines Amtes. Grund dafür war die angezweifelte Unabhängigkeit Indrebös, da er in einem von ihm verfassten Facebook-Beitrag unmittelbar nach dem Massaker die Todesstrafe für Breivik forderte. Sie selbst wurde von Breivik ebenfalls als befangen im Hinblick auf den Prozess bezeichnet. Er begründete dies damit, dass Arntzen von 2009 bis kurz vor Prozessbeginn in einem Komitee, das im Auftrag des Stortings (norwegisches Parlament) die Geheim- und Sicherheitsdienste des Landes kontrolliert, tätig gewesen war. Die Aufgaben dieses Ausschusses liegen auch in der Überwachung des Inlandsgeheimdienst PST, der scharf dafür kritisiert wurde, dass er Breivik nicht schon vor den Attentaten auf die Spur gekommen war. Das Amtsgericht Oslo entschied trotzdem, dass Arntzen in diesem Zusammenhang nicht befangen sei. Des Weiteren war sie an der Universität Oslo als Dozentin tätig, wo sie unter anderem Ethik lehrte. Seit 2014 ist Arntzen Richterin am norwegischen Höchstgericht.

## Familie
Ihr Großvater Sven Arntzen (1897–1976) war Generalstaatsanwalt am Obersten Gerichtshof in Norwegen. Er wirkte an der Abfassung der von der norwegischen Exilregierung am 15. Dezember 1944 erlassenen Landssvikanordning (Landesverratsverordnung) mit, einer Verordnung mit Gesetzescharakter, die die Mitgliedschaft in der Nasjonal Samling rückwirkend unter Strafe stellte, und war nach dem Ende der deutschen Besetzung maßgeblich an dessen Durchführung beteiligt. Diese Verordnung wird heute als nicht verfassungskonform angesehen. Ihr Vater Andreas Arntzen (1928–2012) war ebenfalls ein in Norwegen bekannter Jurist und Strafverteidiger, der auch durch den Prozess gegen Arne Treholt bekannt wurde. Wenche Elizabeth Arntzen ist mit einem Anwalt verheiratet; das Paar hat zwei Kinder.